# Central Collegiate Hockey Association
La Central Collegiate Hockey Association est un groupement de neuf universités gérant les compétitions de hockey sur glace masculin dans le centre des États-Unis. La conférence a été rétablie en 2020, avec un début de jeu en 2021, après avoir été dissoute après la saison 2012-13. Cette conférence de hockey est exclusivement masculine.
Quatre des neuf membres actuels sont situés dans le Michigan, avec d'autres membres dans le Dakota du Sud, Minnesota et Ohio. Il a également eu des équipes situées en Alaska, Illinois, Indiana, Missouri et Nebraska au cours de son existence.
La conférence originale est dissoute en 2013 à la suite d'un réalignement des équipes par la NCAA. En novembre 2019, sept des 10 membres de la division masculine de la Western Collegiate Hockey Association ont annoncé qu'ils partiraient après la saison 2020-2021 pour former une nouvelle conférence. Plusieurs mois plus tard, ces universités ont annoncé que leur nouvelle conférence serait un renouveau de la CCHA. Un huitième membre serait ajouté avant la reprise du jeu de la conférence en 2021.
Le 17 mai 2022, l'université Augustana (en) a été annoncée comme le neuvième membre de la CCHA. Les Vikings joueront des programmes de conférence partiels au cours des saisons 2023–24 et 2024–25 avant de jouer un programme de conférence complet en 2025–26.

## Membres
| Institution                              | Lieu                        | Fondation | Type     | Surnom                            | Couleurs | Conférence précédente (hockey sur glace) | Conférence primaire       | Rejoint |
| ---------------------------------------- | --------------------------- | --------- | -------- | --------------------------------- | -------- | ---------------------------------------- | ------------------------- | ------- |
| Université Augustana (en)                | Sioux Falls (Dakota du Sud) | 1860      | Privée   | Vikings d'Augustana (en)          |          | Aucun (nouvelle équipe)                  | NSIC (en) (NCAA Div. II)  | 2023    |
| Université d'État de Bemidji             | Bemidji (Minnesota)         | 1919      | Publique | Beavers de Bemidji State (en)     |          | WCHA                                     | NSIC (en) (NCAA Div. II)  | 2021    |
| Université d'État de Bowling Green       | Bowling Green (Ohio)        | 1910      | Publique | Falcons de Bowling Green          |          | WCHA                                     | Mid-American Conference   | 2021    |
| Université d'État Ferris                 | Big Rapids (Michigan)       | 1884      | Publique | Bulldogs de Ferris State          |          | WCHA                                     | GLIAC (en) (NCAA Div. II) | 2021    |
| Université d'État du lac Supérieur       | Sault Ste. Marie (Michigan) | 1946      | Publique | Lakers de Lake Superior State     |          | WCHA                                     | GLIAC (en) (NCAA Div. II) | 2021    |
| Université technologique du Michigan     | Houghton (Michigan)         | 1885      | Publique | Huskies de Michigan Tech          |          | WCHA                                     | GLIAC (en) (NCAA Div. II) | 2021    |
| Université d'État du Minnesota (Mankato) | Mankato (Minnesota)         | 1868      | Publique | Mavericks de Minnesota State (en) |          | WCHA                                     | NSIC (en) (NCAA Div. II)  | 2021    |
| Université du Nord du Michigan           | Marquette (Michigan)        | 1899      | Publique | Wildcats de Northern Michigan     |          | WCHA                                     | GLIAC (en) (NCAA Div. II) | 2021    |
| Université Saint-Thomas                  | Saint Paul (Minnesota)      | 1885      | Privée   | Tommies de Saint-Thomas (en)      |          | MIAC (en) (NCAA Div. III)                | Summit League             | 2021    |

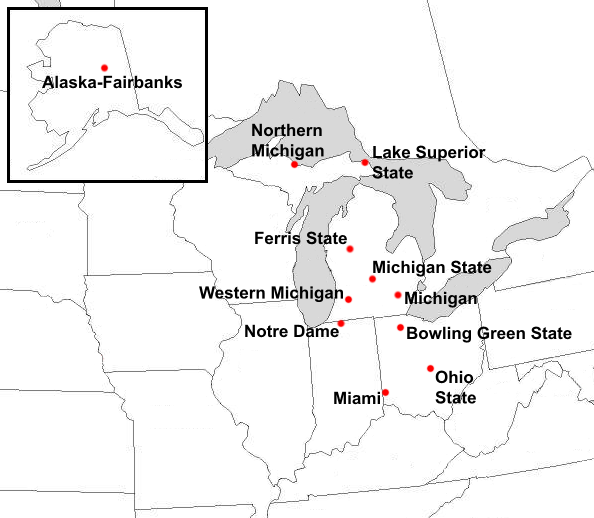
Localisations des membres de la Central Collegiate Hockey Association en 2010.

Voici les équipes s'alignant dans la CCHA à la dissolution de la conférence originale en 2013.
| - Nanooks de l'Alaska (à Fairbanks) - Falcons de Bowling Green - Bulldogs de Ferris State - Lakers de Lake Superior State - RedHawks de Miami (Ohio) - Wolverines du Michigan |  | - Spartans de Michigan State - Wildcats de Northern Michigan - Fighting Irish de Notre Dame - Buckeyes d'Ohio State - Broncos de Western Michigan |

## Palmarès

| Année | Équipe championne   | Entraîneur     | Finaliste           | Entraîneur       | Score     | Lieu de la finale     | Patinoire                              |
| ----- | ------------------- | -------------- | ------------------- | ---------------- | --------- | --------------------- | -------------------------------------- |
| 1972  | Ohio State          | Dave Chambers  | Saint-Louis         | Bill Selman      | 3–0       | Saint-Louis, Missouri | St. Louis Arena                        |
| 1973  | Bowling Green       | Jack Vivian    | -                   | -                | -         | Saint-Louis, Missouri | St. Louis Arena                        |
| 1974  | Saint-Louis         | Bill Selman    | Lake Superior State | Rick Comley      | 8-3       | Saint-Louis, Missouri | St. Louis Arena                        |
| 1975  | Saint-Louis         | Bill Selman    | Lake Superior State | Rick Comley      | 8-3       | Saint-Louis, Missouri | St. Louis Arena                        |
| 1976  | Saint-Louis         | Bill Selman    | Western Michigan    | Bill Neal        | 15-4(A/R) | Saint-Louis, Missouri | St. Louis Arena                        |
| 1977  | Bowling Green       | Ron Mason      | Saint-Louis         | Bill Selman      | 5-4(A/R)  | Saint-Louis, Missouri | St. Louis Arena                        |
| 1978  | Bowling Green       | Ron Mason      | Saint-Louis         | Bill Selman      | 13-3(A/R) | Bowling Green, Ohio   | BGSU Ice Arena                         |
| 1979  | Bowling Green       | Ron Mason      | Ohio State          | Jerry Welsh      | 11-7(A/R) | Bowling Green, Ohio   | BGSU Ice Arena                         |
| 1980  | Northern Michigan   | Rick Comley    | Ferris State        | Rick Duffett     | 15-9(A/R) | Marquette, Michigan   | Lakeview Arena                         |
| 1981  | Northern Michigan   | Rick Comley    | Ohio State          | Jerry Welsh      | 6-4(A/R)  | Marquette, Michigan   | Lakeview Arena                         |
| 1982  | Michigan State      | Ron Mason      | Notre Dame          | Lefty Smith      | 4-1       | Détroit, Michigan     | Joe Louis Arena                        |
| 1983  | Michigan State      | Ron Mason      | Bowling Green       | Jerry York       | 4-3(P)    | Détroit, Michigan     | Joe Louis Arena                        |
| 1984  | Michigan State      | Ron Mason      | Western Michigan    | Bill Wilkinson   | 5-0       | Détroit, Michigan     | Joe Louis Arena                        |
| 1985  | Michigan State      | Ron Mason      | Lake Superior State | Frank Anzalone   | 5-1       | Détroit, Michigan     | Joe Louis Arena                        |
| 1986  | Western Michigan    | Bill Wilkinson | Michigan State      | Ron Mason        | 3-1       | Détroit, Michigan     | Joe Louis Arena                        |
| 1987  | Michigan State      | Ron Mason      | Bowling Green       | Jerry York       | 4-3(P)    | Détroit, Michigan     | Joe Louis Arena                        |
| 1988  | Bowling Green       | Jerry York     | Lake Superior State | Frank Anzalone   | 5-3       | Détroit, Michigan     | Joe Louis Arena                        |
| 1989  | Michigan State      | Ron Mason      | Lake Superior State | Frank Anzalone   | 4-1       | Détroit, Michigan     | Joe Louis Arena                        |
| 1990  | Michigan State      | Ron Mason      | Lake Superior State | Frank Anzalone   | 4-3       | Détroit, Michigan     | Joe Louis Arena                        |
| 1991  | Lake Superior State | Jeff Jackson   | Michigan            | Red Berenson     | 6-5(P)    | Détroit, Michigan     | Joe Louis Arena                        |
| 1992  | Lake Superior State | Jeff Jackson   | Michigan            | Red Berenson     | 3-1       | Détroit, Michigan     | Joe Louis Arena                        |
| 1993  | Lake Superior State | Jeff Jackson   | Miami               | George Gwozdecky | 3-0       | Détroit, Michigan     | Joe Louis Arena                        |
| 1994  | Michigan            | Red Berenson   | Lake Superior State | Jeff Jackson     | 3-0       | Détroit, Michigan     | Joe Louis Arena                        |
| 1995  | Lake Superior State | Jeff Jackson   | Michigan State      | Ron Mason        | 5-3       | Détroit, Michigan     | Joe Louis Arena                        |
| 1996  | Michigan            | Red Berenson   | Lake Superior State | Jeff Jackson     | 4-3       | Détroit, Michigan     | Joe Louis Arena                        |
| 1997  | Michigan            | Red Berenson   | Michigan State      | Ron Mason        | 3-1       | Détroit, Michigan     | Joe Louis Arena                        |
| 1998  | Michigan State      | Ron Mason      | Ohio State          | John Markell     | 3-2(2 P)  | Détroit, Michigan     | Joe Louis Arena                        |
| 1999  | Michigan            | Red Berenson   | Northern Michigan   | Rick Comley      | 5-1       | Détroit, Michigan     | Joe Louis Arena                        |
| 2000  | Michigan State      | Ron Mason      | Nebraska-Omaha      | Mike Kemp        | 6-0       | Détroit, Michigan     | Joe Louis Arena                        |
| 2001  | Michigan State      | Ron Mason      | Michigan            | Red Berenson     | 2-0       | Détroit, Michigan     | Joe Louis Arena                        |
| 2002  | Michigan            | Red Berenson   | Michigan State      | Ron Mason        | 3-2       | Détroit, Michigan     | Joe Louis Arena                        |
| 2003  | Michigan            | Red Berenson   | Ferris State        | Bob Daniels      | 5-3       | Détroit, Michigan     | Joe Louis Arena                        |
| 2004  | Ohio State          | John Markell   | Michigan            | Red Berenson     | 4-2       | Détroit, Michigan     | Joe Louis Arena                        |
| 2005  | Michigan            | Red Berenson   | Ohio State          | John Markell     | 4-2       | Détroit, Michigan     | Joe Louis Arena                        |
| 2006  | Michigan State      | Rick Comley    | Miami               | Enrico Blasi     | 2-1       | Détroit, Michigan     | Joe Louis Arena                        |
| 2007  | Notre Dame          | Jeff Jackson   | Michigan            | Red Berenson     | 2-1       | Détroit, Michigan     | Joe Louis Arena                        |
| 2008  | Michigan            | Red Berenson   | Miami               | Enrico Blasi     | 2-1       | Détroit, Michigan     | Joe Louis Arena                        |
| 2009  | Notre Dame          | Jeff Jackson   | Michigan            | Red Berenson     | 5-2       | Détroit, Michigan     | Joe Louis Arena                        |
| 2010  | Michigan            | Red Berenson   | Northern Michigan   | Walt Kyle        | 2-1       | Détroit, Michigan     | Joe Louis Arena                        |
| 2011  | Miami               | Enrico Blasi   | Western Michigan    | Jeff Blashill    | 5-2       | Détroit, Michigan     | Joe Louis Arena                        |
| 2012  | Western Michigan    | Andy Murray    | Michigan            | Red Berenson     | 3-2       | Détroit, Michigan     | Joe Louis Arena                        |
| 2013  | Notre Dame          | Jeff Jackson   | Michigan            | Red Berenson     | 3-1       | Détroit, Michigan     | Joe Louis Arena                        |
| 2022  | Minnesota State     | Mike Hastings  | Bemidji State       | Tom Serratore    | 2-1(P)    | Mankato, Minnesota    | Mayo Clinic Health System Event Center |
| 2023  | Minnesota State     | Mike Hastings  | Northern Michigan   | Grant Potulny    | 3-2(P)    | Mankato, Minnesota    | Mayo Clinic Health System Event Center |

## Palmarès National
Plusieurs formations de la CCHA ont remporté le titre national NCAA :
- Bowling Green : 1984
- Lake Superior : 1988, 1992 et 1994
- Michigan : 1948, 1951, 1952, 1953, 1955, 1956, 1964, 1996 et 1998
- Michigan State : 1966, 1986 et 2007
- Northern Michigan : 1991

## Patinoires
| Université          | Patinoire                                   | Capacité |
| ------------------- | ------------------------------------------- | -------- |
| Augustana           | Midco Arena (en)                            | 3 082    |
| Bemidji State       | Sanford Center (en)                         | 4 734    |
| Bowling Green       | Slater Family Ice Arena (en)                | 5 000    |
| Ferris State        | Ewigleben Arena (en)                        | 2 493    |
| Lake Superior State | Taffy Abel Arena (en)                       | 4 000    |
| Michigan Tech       | MacInnes Student Ice Arena (en)             | 4 466    |
| Minnesota State     | Mayo Clinic Health System Event Center (en) | 5 280    |
| Northern Michigan   | Berry Events Center (en)                    | 3 802    |
| St. Thomas          | St. Thomas Ice Arena (en)                   | 1 000    |